# Xesús Ferro Ruibal
Xesús Ferro Ruibal, nascido em Rebón, Moraña, Galiza, Espanha em 28 de setembro de 1944, é um lingüista, teólogo, latinista e escritor galego.

## Trajetória
Concluiu os estudos de Filologia e Teologia no Seminario de Santiago de Compostela em 1965, e de Filologia clássica em Roma em 1969. Colaborou na tradução à Língua galega do Novo Testamento em 1978 e o restante da Bíblia em 1989, obra esta última pelo que recebeu o Prêmio Nacional de Tradução em 1990.
Em 17 de Junho de 1995 foi elegido membro numerário da Real Academia Galega, a proposta de Constantino García González, Carlos Casares Mouriño e Andrés Torres Queiruga, e ingressou em 04 de Maio de 1996. Como cabia esperar, em seu discurso de ingresso versou sobre a fraseologia: Cadaquén fala coma quen é. Reflexións verbo da fraseoloxía enxebre, e foi respondido por Carlos Casares.
Desde o ano 2000 dirige o projeto de Fraseologia galega do Centro Ramón Piñeiro para a Investigação em Humanidades, onde edita periodicamente os Cadernos de Fraseoloxía Galega, que já vão pelo número 12 (2010).
Em 2008 recebeu o Prêmio Lois Peña Novo.
De 2007 a 2011 dirigiu e apresentou na TVG 470 epsódio do programa Ben falado!, microespaço de cinco minutos de duração dedicado à Língua galega.
Foi colaborador no Dicionário da Real Academia Galega.

## Vida pessoal
No pessoal, Xesús Ferro está casado e tem dois filhos.

## Obra
- 1983: Dido e Eneas. Xénese, nacemento e vida de dous personaxes polémicos da Eneida em Concepción Arenal. Ciencias y Humanidades.
- 1987: Refraneiro galego básico pela Editorial Galaxia.
- 1988: A Igrexa e a lingua galega pelo Conselho da Cultura Galega.
- 1989: Latín de onte a hoxe pela Edicións Xerais de Galicia, (em colaboração).
- 1990: Lingua galega e relixión, em Grial 107, 335-357.
- 1992: Os papiros do Medulio, Contos do Castromil nº 28.
- 1992: Diccionario dos nomes galegos, Ir Indo Edicións (em colaboração)
- 1995: Refraneiro galego da vaca, Centro de Investigacións Lingüísticas e Literarias Ramón Piñeiro (em colaboração)
- 2003: Notas para unha bibliografía paremiolóxica galega em Cadernos de Fraseoloxía Galega 4, 35-58 (em colaboração).
- 2003: Refraneiro do Seminario de Santiago (1947-1958) em Cadernos de Fraseoloxía Galega 4, 173-343 (en colaboración).
- 2004: Explicitación e implicitación fraseolóxica. Notas galegas em Cadernos de Fraseoloxía Galega 6, 57-80.
- 2006: Locucións e fórmulas comparativas ou elativas galegas em Cadernos de Fraseoloxía Galega 8, 179-264.
- 2010: Xosé Chao Rego: renacer galego. (Actas do Simposio-Homenaxe), Fundación Bautista Álvarez de Estudos Nacionalistas.
- 2010: O libro da vaca. Monografía etnolingüística do gando vacún, Centro Ramón Piñeiro para a Investigação em Humanidades, ISBN 978-84-453-4948-9 (em colaboração com Pedro Benavente Jareño)[4]

## Prêmios
- 1990: Prêmio Nacional de Tradução (pela tradução da Bíblia para o galego)
- 2008: Prêmio Lois Peña Novo